# Kälte (Technik)
Als Kälte wird in der Technik, insbesondere in den damit befassten Unterdisziplinen der Kühl- und Kältetechnik, ein Zustand mit einer Temperatur unterhalb der Umgebungstemperatur bezeichnet.
Die Umgebungstemperatur ist in der Kühltechnik als Bezugs- und Grenztemperatur von besonderer Bedeutung, da die natürliche Umgebung (Atmosphärenluft, Gewässer, Erdreich) in der Regel als Wärmesenke für die Abwärme von Kühlprozessen dient. Gemäß dem 2. Hauptsatz der Thermodynamik fließt Wärme aber nicht „freiwillig“ (ohne Exergiezufuhr) entgegen einem Temperaturgefälle zwischen Wärmequelle und Senke. Es ist daher mit einfachen Methoden der Kühlung, die nur auf einem freien Wärmeübergang und somit Temperaturausgleich zwischen Quelle und Senke basieren, nicht möglich, die Temperatur der Quelle (hier: das zu kühlende Objekt) unter die der Senke (hier: die Umgebung) abzukühlen. Soll die Temperatur weiter abgesenkt werden, muss zur Aufrechterhaltung des Wärmestromes ein Kälteprozess zwischengeschaltet werden. Da hierbei aktiv Energie aufgewendet werden muss, wird häufig davon gesprochen, dass die Kälte „erzeugt“ werden muss.
Die Methoden und Verfahren zur Erzeugung von Kälte sind Gegenstand der Kältetechnik (bei Temperaturen unterhalb von −150 °C auch Kryotechnik genannt). Als Kälteprozesse kommen verschiedene Prozesse in Frage, die auf unterschiedlichen physikalischen Effekten beruhen. Die meisten stationären Kälteprozesse nutzen zyklische Phasenwechsel eines Kältemittels in einer Kältemaschine.

## Begriff
Nach der Definition der Physik und der Thermodynamik gibt es keine Kälte, sondern nur Wärme. Das Verständnis von „Kälte“ als Gegenteil/Abwesenheit von Wärme hat dennoch Eingang in die technische Fachsprache gefunden. Auch in der Fachsprache wird der Begriff aber zumeist unscharf und uneinheitlich verwendet; es kann damit sowohl die übertragene Wärmemenge oder der Wärmestrom als auch die Kühltemperatur oder die Temperaturdifferenz zur Umgebung gemeint sein.

## Auswirkungen auf Umwelt und Klima
Kältetechnik ist für rund sieben Prozent der Treibhausgasemissionen verantwortlich, die zur menschengemachten globalen Erwärmung beitragen. Neben dem enormen Stromverbrauch von Kältetechnik, der global etwa 17 Prozent des gesamten Stromverbrauchs ausmacht, sind die häufig als Kältemittel verwendeten fluorierten Treibhausgase (F-Gase) dafür verantwortlich. Der Ersatz sämtlicher F-Gase weltweit könnte laut einer Studie im Auftrag des britischen Parlaments rund 0,5 Grad zum Klimaschutzziel des Übereinkommen von Paris beitragen. F-Gase wie Hydrofluorolefine haben  eine geringere Klimawirkung als beispielsweise FKW-Gase. Dafür bleiben aber Abbauprodukte wie PFAS in Umwelt und Trinkwasser zurück, sogenannte „Forever Chemicals.“ Diese können für Menschen und Tiere gefährlich sein. Als klima- und umweltfreundliche Alternative gelten natürliche Kältemittel wie Kohlenwasserstoffe, Kohlenstoffdioxid, Ammoniak, Wasser und Luft, die darüber hinaus auch effizienter sind. Kälteanlagen, die Wasser als Kältemittel verwenden, verbrauchen laut Umweltbundesamt beispielsweise bis zu 80 Prozent weniger Energie als Anlagen mit HFKW-Kältemitteln.